# منطقه یورو
منطقهٔ یورو یک اتحادیهٔ مالی و اقتصادی شامل تعدادی از کشورهای عضو اتحادیهٔ اروپا است که یورو را به عنوان پول رسمی خود انتخاب کرده‌اند. اکنون منطقهٔ یورو شامل ۲۰ کشور می‌شود. سیاست‌های پولی این کشورها توسط بانک مرکزی اروپا تعیین می‌شود. این بانک توسط یک رئیس و شورایی متشکل از رؤسای بانک‌های مرکزی کشورهای عضو اداره می‌شود.
به جز دانمارک بقیهٔ کشورهای اتحادیهٔ اروپا نیز متعهد شده‌اند که وقتی شرایط ورود به منطقهٔ یورو را به دست آوردند این کار را انجام دهند. کشورهای موناکو، سن مارینو، آندورا و واتیکان نیز طبق توافق‌هایی رسمی با اتحادیهٔ اروپا از یورو به عنوان پول ملی خود استفاده می‌کنند و اجازهٔ ضرب سکه‌های مخصوص به خود را دارند. کشورهای کوزوو و مونته‌نگرو نیز به‌طور یکجانبه یورو را پول رسمی خود اعلام کرده‌اند بدون اینکه عضو منطقهٔ یورو باشند و نماینده‌ای در بانک مرکزی اروپا و گروه یورو داشته باشند.

## جدول آماری کشورهای عضو

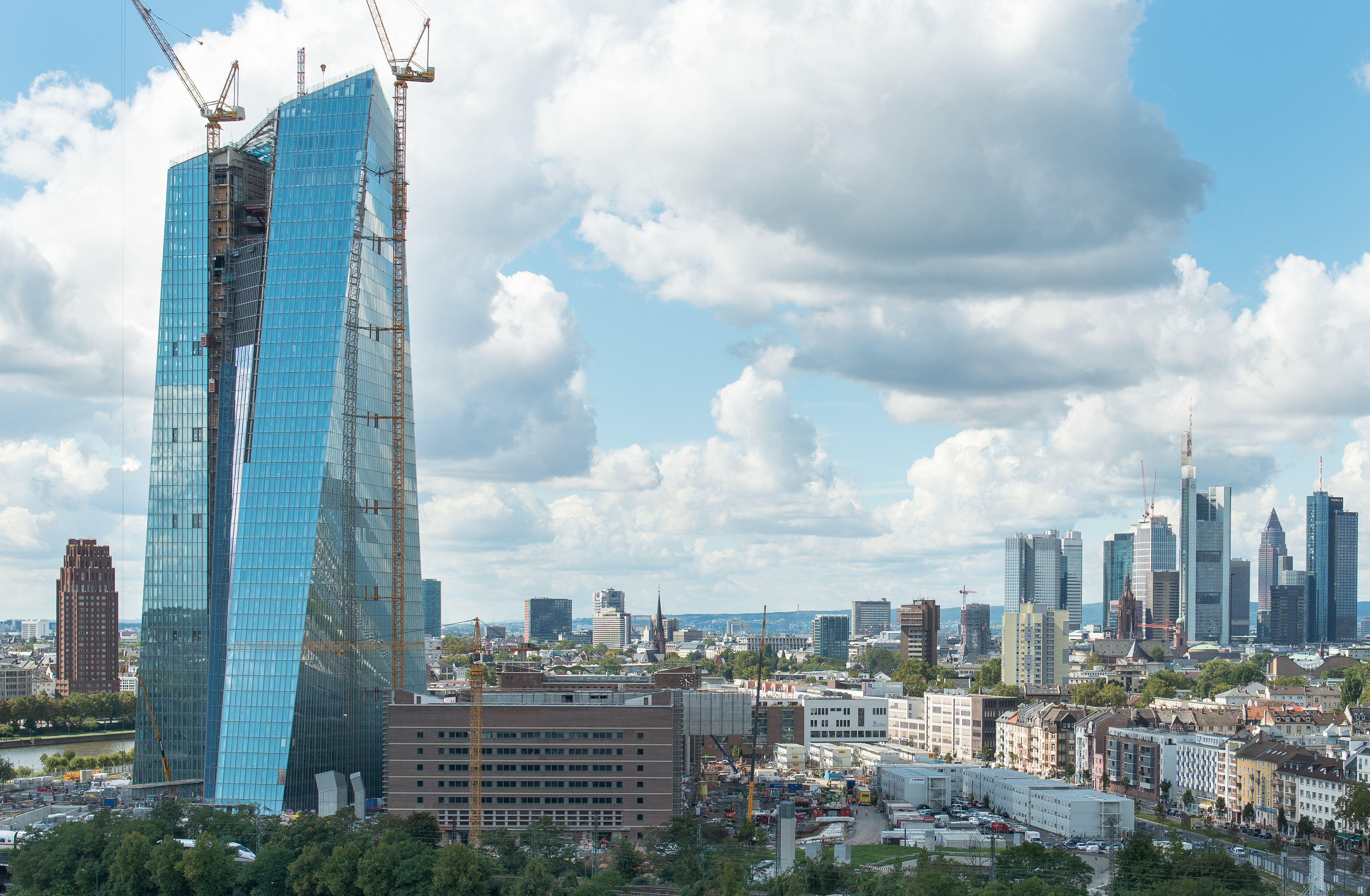
سیاست‌های مالی منطقه یورو در بانک مرکزی اروپا واقع در شهر فرانکفورت آلمان تعیین می‌شود.

| نام کشور      | سال ورود به منطقه یورو | تطبیق رتبه | جمعیت (۲۰۱۱-۰۱-۰۱) | تولید ناخالص داخلی (به میلیون دلار) | نسبت تولید ناخالص داخلی از کل اتحادیه اروپا | سرانه تولید ناخالص داخلی به ارزش اسمی دلار | مناطقی که عضو اتحادیه اروپا نیستند                 |
| ------------- | ---------------------- | ---------- | ------------------ | ----------------------------------- | ------------------------------------------- | ------------------------------------------ | -------------------------------------------------- |
| اتریش         | ۱۹۹۹-۰۱-۰۱             | ۱          | ۸٬۴۰۴٬۲۵۲          | ۳۸۴٬۹۰۸                             | ۳٪                                          | ۴۵٬۷۹۹                                     |                                                    |
| بلژیک         | ۱۹۹۹-۰۱-۰۱             | ۱          | ۱۰٬۹۱۸٬۴۰۵         | ۴۶۸٬۵۲۲                             | ۴٪                                          | ۴۲٬۹۱۱                                     |                                                    |
| کرواسی        | ۲۰۲۳-۰۱-۰۱             |            | ۴٬۰۳۶٬۳۵۵          | ۶۸٬۷۲۴                              | ۰٫۴۸٪                                       | ۱۷٬۰۲۶                                     |                                                    |
| قبرس          | ۲۰۰۸-۰۱-۰۱             | ۱۴         | ۸۰۴٬۴۳۵            | ۲۴٬۹۱۰                              | ۰٪                                          | ۳۰٬۹۶۶                                     | قبرس شمالی                                         |
| استونی        | ۲۰۱۱-۰۱-۰۱             | ۱۷         | ۱٬۳۴۰٬۱۹۴          | ۱۹٬۱۲۰                              | ۰٪                                          | ۱۴٬۲۶۷                                     |                                                    |
| فنلاند        | ۱۹۹۹-۰۱-۰۱             | ۱          | ۵٬۳۷۵٬۲۷۶          | ۲۳۷٬۵۱۲                             | ۲٪                                          | ۴۴٬۱۸۶                                     |                                                    |
| فرانسه        | ۱۹۹۹-۰۱-۰۱             | ۱          | ۶۵٬۰۷۵٬۳۷۳         | ۲٬۶۴۹٬۳۹۰                           | ۲۱٪                                         | ۴۰٬۷۱۳                                     | کالدونیای جدید · والیس و فوتونا                    |
| آلمان         | ۱۹۹۹-۰۱-۰۱             | ۱          | ۸۱٬۷۵۱٬۶۰۲         | ۳٬۳۳۰٬۰۳۲                           | ۲۷٪                                         | ۴۰٬۷۳۴                                     |                                                    |
| یونان         | ۲۰۰۱-۰۱-۰۱             | ۱۲         | ۱۱٬۳۲۵٬۸۹۷         | ۳۲۹٬۹۲۴                             | ۳٪                                          | ۲۹٬۱۳۰                                     |                                                    |
| جمهوری ایرلند | ۱۹۹۹-۰۱-۰۱             | ۱          | ۴٬۴۸۰٬۸۵۸          | ۲۲۷٬۱۹۳                             | ۲٪                                          | ۵۰٬۷۰۳                                     |                                                    |
| ایتالیا       | ۱۹۹۹-۰۱-۰۱             | ۱          | ۶۰٬۶۲۶٬۴۴۲         | ۲٬۱۱۲٬۷۸۰                           | ۱۷٪                                         | ۳۴٬۸۴۹                                     | کامپیونه د ایتالیا                                 |
| لوکزامبورگ    | ۱۹۹۹-۰۱-۰۱             | ۱          | ۵۱۱٬۸۴۰            | ۵۲٬۴۴۹                              | ۰٪                                          | ۱۰۲٬۴۷۱                                    |                                                    |
| مالت          | ۲۰۰۸-۰۱-۰۱             | ۱۴         | ۴۱۷٬۶۱۷            | ۷٬۴۴۹                               | ۰٪                                          | ۱۷٬۸۳۷                                     |                                                    |
| هلند          | ۱۹۹۹-۰۱-۰۱             | ۱          | ۱۶٬۶۵۵٬۷۹۹         | ۷۹۲٬۱۲۸                             | ۶٪                                          | ۴۷٬۵۵۹                                     | آروبا · کوراسائو · سینت مارتن · جزایر کارائیب هلند |
| بلغارستان     | ۲۰۲۶-۰۱-۰۱             |            | ۶٬۵۲۰٬۳۱۴          | ۰                                   |                                             | ۰                                          |                                                    |
| پرتغال        | ۱۹۹۹-۰۱-۰۱             | ۱          | ۱۰٬۶۳۶٬۹۷۹         | ۲۲۷٬۶۷۶                             | ۲٪                                          | ۲۱٬۴۰۴                                     |                                                    |
| اسلواکی       | ۲۰۰۹-۰۱-۰۱             | ۱۶         | ۵٬۴۳۵٬۲۷۳          | ۸۷٬۶۴۲                              | ۱٪                                          | ۱۶٬۱۲۵                                     |                                                    |
| اسلوونی       | ۲۰۰۷-۰۱-۰۱             | ۱۳         | ۲٬۰۵۰٬۱۸۹          | ۴۸٬۴۷۷                              | ۰٪                                          | ۲۳٬۶۴۵                                     |                                                    |
| اسپانیا       | ۱۹۹۹-۰۱-۰۱             | ۱          | ۴۷٬۱۹۰٬۴۹۳         | ۱٬۴۶۰٬۲۵۰                           | ۱۲٪                                         | ۳۰٬۹۴۴                                     |                                                    |
| منطقه یورو    | منطقه یورو             | منطقه یورو | ۳۳۱٬۹۶۳٬۳۵۷        | ۱۲٬۴۶۰٬۳۶۲                          | ۱۰۰٪                                        | ۳۷٬۵۳۵                                     |                                                    |